# لورا کوسم
لورا کوسم (انگلیسی: Laura Cosme؛ زادهٔ ۵ مارس ۱۹۹۲) بازیکن فوتبال اهل کلمبیا است.
وی همچنین در تیم ملی فوتبال تیم ملی فوتبال زنان کلمبیا بازی کرده‌است.